# 경기도고양군교육청
경기도고양군교육구청(京畿道高陽郡敎育區廳)은 대한민국의 폐지된 교육 행정기관으로, 1952년 6월 4일 교육자치제 실시로 교육법에 의거하여 발족되었고, 창립 당시에는 경기도 고양군 교육구청이었고 경기도청 소속이었다가 1956년 경기도교육위원회 (1956년)가 신설되자 경기도교육위 소속이 되었다. 경기도고양교육지원청의 전신이다. 대한제국 당시 부청, 군청 내 학무과를 설치한 것은 일제강점기 조선총독부를 거쳐 대한민국 정부수립 초기에도 시청과 구청 산하에 학무과와 학무국으로 있다가 1952년 백낙준의 건의를 이승만 대통령이 수락하면서 교육자치제가 시작되면서 분리되었다. 1962년 1월 1일 교육자치제가 폐지되면서 고양군청에 통합, 고양군 학무과에 편입되었다. 
1963년 10월 5일 국회에서 교육자치제 부활을 선언하고 교육법을 제정하면서 1964년 1월 1일 경기도고양군교육청으로 재부활되었다.

## 역대 교육장
| 대수                        | 교육장                      | 임기                               | 비고                                 |                             |                             |                             |
| 경기도고양군교육구청 교육감 | 경기도고양군교육구청 교육감 | 경기도고양군교육구청 교육감        | 경기도고양군교육구청 교육감          | 경기도고양군교육구청 교육감 | 경기도고양군교육구청 교육감 | 경기도고양군교육구청 교육감 |
| --------------------------- | --------------------------- | ---------------------------------- | ------------------------------------ | --------------------------- | --------------------------- | --------------------------- |
|                             | 이만선(李萬善)              | 1957년 3월 19일 ~ 1957년 5월 15일  | 고양군교육구청 교육감                |                             |                             |                             |
|                             | 이만선(李萬善)              | 1957년 3월 19일 ~ 1957년 5월 15일  | 고양군교육구청 교육감                |                             |                             |                             |
|                             | 이만선(李萬善)              | 1957년 5월 16일 ~ 1960년 10월 3일  |                                      |                             |                             |                             |
|                             | 황승남(黃承南)              | 1960년 10월 4일 ~ 1961년 12월 31일 |                                      |                             |                             |                             |
|                             | 이기환                      | 1960년 11월 1일 ~ 1961년 4월 7일   |                                      |                             |                             |                             |
|                             | 이기한(李起漢)              | 1961년 4월 8일 ~ 1961년 12월 31일  | 고양군교육구청 폐지, 고양군청에 흡수 |                             |                             |                             |
| 경기도 고양군청 교육과장    |                             |                                    |                                      |                             |                             |                             |
| 대수                        | 교육장                      | 임기                               | 비고                                 |                             |                             |                             |
| 1대                         | 이기한(李起漢)              | 1961년 1월 1일 ~ 1962년 3월 8일    |                                      |                             |                             |                             |
| 2대                         | 한선영(韓善永)              | 1962년 3월 8일 ~ 1963년 12월 31일  |                                      |                             |                             |                             |

## 같이 보기
- 교육청
- 교육자치제
- 경기도 고양교육지원청
- 고양군
- 서울 서부교육지원청